# Церква Успіння Пресвятої Богородиці (Лядське)
Церква Успіння Пресвятої Богородиці в Лядському — парафія і храм греко-католицької громади Коропецького деканату Бучацької єпархії Української греко-католицької церкви в селі Лядське Чортківського району Тернопільської области.

## Історія церкви
У 1781 році в селі збудували дерев'яну церкву, яка, як і парафія, до 1946 року належала до УГКЦ. До 1908–1910 років храм знаходився на горі біля цілющого джерела, але через труднощі для літніх людей його перенесли в село.
У 1912 році, оскільки церква була невеликою, її перебудували. Перенесену дзвіницю перекрили оцинкованою бляхою. Храм є материнським і діяв постійно, навіть під час комуністичного режиму, коли він належав до РПЦ. Після виходу з підпілля у 1990 році парафія повернулася в лоно УГКЦ.
У 1975 році художній розпис храму виконали майстри М. Подущак, В. Подущак, Я. Ситник та М. Байдюк. У 1993–1994 роках громада замінила покрівлю і встановила нові хрести на банях.
У 1996 році було встановлено новий іконостас, освячений владикою Михаїлом Сабригою. Наступного року єпископ Іриней Білик освятив придбані кивот і тетрапод. У 2000 році біля церкви збудували капличку та встановили фігури Ісуса Христа і Діви Марії. З травня 2010 року ремонтом і художнім розписом займається Іван Шібель із сином Юрієм та невісткою Наталією.

## Парохи
- о. Левицький,
- о. Пастушенко,
- о. Білінський,
- о. Сворак,
- о. Пеняк,
- о. Степан Щиголь,
- о. Костецький,
- о. Дуда,
- о. І. Посоленик,
- о. В. Ганішевський,
- о. Іван Цап'юк (з 1994).